# Aplysina cavernicola
Aplysina cavernicola es una especie de esponja nativa del mar Mediterráneo.

## Descripción
De color amarillo, vive en zonas sombrías, su base de unos 30 cm se adhiere a una roca o similar y proyecta ramas tubulares de 6 cm por 2 cm. Carece de espículas  y se sostiene gracias a fibras de espongina. El agua se filtra desde sus poros basales llamados ostia a los sitiados en pequeñas fisuras arriba de los procesos en forma de dedos, osculus.
Es hermafrodita y sus larvas conocidas como parenchymellae se liberan al agua y fijándose en un lugar sólido donde realizan la metamorfosis. Esta esponja acumula alcaloides isoxazolinos en sus tejidos, que quizá tengan propiedades antibióticas bactericidas.